# Qanāt-e Garm
Qanāt-e Garm (persiska: قنات گرم) är en ort i Iran.   Den ligger i provinsen Kerman, i den centrala delen av landet, 800 km sydost om huvudstaden Teheran. Qanāt-e Garm ligger 2 307 meter över havet och antalet invånare är 216.
Terrängen runt Qanāt-e Garm är kuperad.Runt Qanāt-e Garm är det glesbefolkat, med 13 invånare per kvadratkilometer. Närmaste större samhälle är Chatrūd, 14,1 km sydväst om Qanāt-e Garm. Omgivningarna runt Qanāt-e Garm är i huvudsak ett öppet busklandskap.